# Catz
Catz és un municipi francès situat al departament de la Manche i a la regió de Normandia. L'any 2007 tenia 120 habitants.

## Demografia

### Població
El 2007 la població de fet de Catz era de 120 persones. Hi havia 48 famílies de les quals 12 eren unipersonals (8 homes vivint sols i 4 dones vivint soles), 12 parelles sense fills, 12 parelles amb fills i 12 famílies monoparentals amb fills.
La població ha evolucionat segons el següent gràfic:
Habitants censats

### Habitatges
El 2007 hi havia 50 habitatges, 45 eren l'habitatge principal de la família, 4 eren segones residències i 1 estava desocupat. Tots els 50 habitatges eren cases. Dels 45 habitatges principals, 32 estaven ocupats pels seus propietaris, 9 estaven llogats i ocupats pels llogaters i 5 estaven cedits a títol gratuït; 5 tenien tres cambres, 11 en tenien quatre i 30 en tenien cinc o més. 40 habitatges disposaven pel capbaix d'una plaça de pàrquing. A 23 habitatges hi havia un automòbil i a 21 n'hi havia dos o més.

### Piràmide de població
La piràmide de població per edats i sexe el 2009 era:
| Homes | Edats   | Dones |
| ----- | ------- | ----- |
| 0     | 95 o +  | 0     |
| 0     | 90 a 94 | 0     |
| 0     | 85 a 89 | 0     |
| 4     | 80 a 84 | 0     |
| 0     | 75 a 79 | 0     |
| 4     | 70 a 74 | 8     |
| 4     | 65 a 69 | 0     |
| 0     | 60 a 64 | 0     |
| 4     | 55 a 59 | 0     |
| 0     | 50 a 54 | 4     |
| 0     | 45 a 49 | 4     |
| 0     | 40 a 44 | 8     |
| 8     | 35 a 39 | 4     |
| 0     | 30 a 34 | 0     |
| 4     | 25 a 29 | 4     |
| 8     | 20 a 24 | 4     |
| 4     | 15 a 19 | 4     |
| 0     | 10 a 14 | 12    |
| 4     | 5 a 9   | 4     |
| 8     | 0 a 4   | 0     |

## Economia
El 2007 la població en edat de treballar era de 79 persones, 55 eren actives i 24 eren inactives. De les 55 persones actives 51 estaven ocupades (31 homes i 20 dones) i 4 estaven aturades (4 dones i 4 dones). De les 24 persones inactives 13 estaven jubilades, 7 estaven estudiant i 4 estaven classificades com a «altres inactius».
Activitats econòmiques
Dels 3 establiments que hi havia el 2007, 1 era d'una empresa de construcció, 1 d'una empresa immobiliària i 1 d'una empresa de serveis.
L'any 2000 a Catz hi havia 8 explotacions agrícoles.

## Poblacions més properes
El següent diagrama mostra les poblacions més properes.